# Siegfried Trotnow
Siegfried Trotnow (* 25. Januar 1941 in Skrzeczon, Woiwodschaft Schlesien; † 5. April 2004 in Erlangen) war ein deutscher Gynäkologe und Reproduktionsmediziner. Er hatte entscheidenden Anteil an der Etablierung der In-vitro-Fertilisation (IVF) in Deutschland.

## Leben
Siegfried Trotnow besuchte das Gymnasium in Bad Segeberg, bevor er an den Universitäten Kiel, Marburg und Erlangen Medizin studierte. Seine Promotion erfolgte 1966 an der Kieler Universität mit der Dissertation Vergleichende Untersuchungen über die Koloniemorphologie, Enzymologie und Virulenz eines Stammes der Species Mycobacterium smegmatis und einiger lysogener bzw. phagen resistenter Varianten. Ab 1970 war in der Universitäts-Frauenklinik in Erlangen tätig. Im Jahre 1974 wurde er Facharzt, seine Habilitation folgte drei Jahre später. 1980 wurde er zum Professor ernannt. Ab 1985 war er Chefarzt im Krankenhaus Nordwest in Frankfurt am Main. Am 5. April 2004 starb Siegfried Trotnow infolge einer Krebserkrankung.

## Wirken
Ab 1978 beschäftigte sich Siegfried Trotnow in einer Arbeitsgruppe, die Klaus-Georg Bregulla Mitte der 1960er Jahre begründet hatte, mit Möglichkeiten zur künstlichen Befruchtung. Am 25. Juli 1978 kam in Oldham in England Louise Brown zur Welt, der erste in vitro gezeugte Mensch. Die englischen Mediziner informierten die Fachwelt nicht über Details ihrer Methode. Fünf weitere Kinder wurden auf diese Art in Großbritannien, Australien und den USA geboren, bevor am 16. April 1982, nach dreijähriger Vorbereitung, das erste deutsche „Retortenbaby“ geboren wurde. Dieser Leistung waren zwölf gescheiterte Versuche vorausgegangen. Die letztlich erfolgreichen Bemühungen der deutschen Forscher Tatjana Kniewald, Safaa Al-Hasani und Siegfried Trotnow waren ohne finanzielle Unterstützung der Deutschen Forschungsgemeinschaft realisiert worden und waren nach Bekanntgabe der Geburt von einer großen Medienresonanz begleitet. So wurde der mittels In-vitro-Fertilisation gezeugte Junge auf dem Titelblatt der Illustrierten Quick abgebildet.